# Elaphoidella kieferi
Elaphoidella kieferi é uma espécie de crustáceo da família Canthocamptidae.
É endémica da Eslovénia.